# 蘆之湖

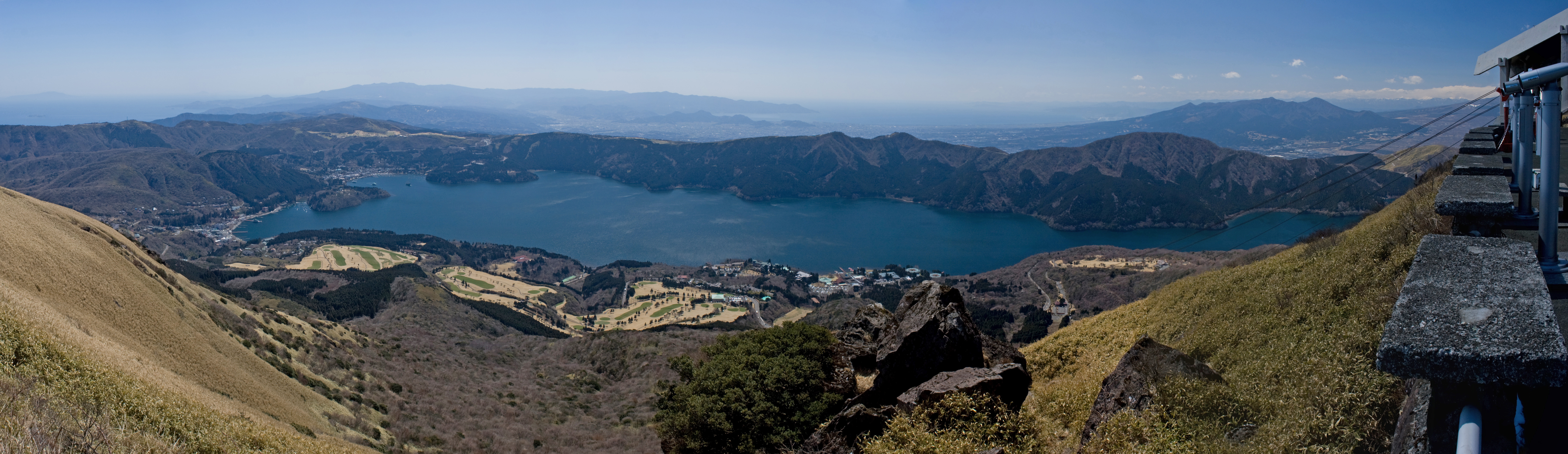
箱根駒岳眺望蘆之湖

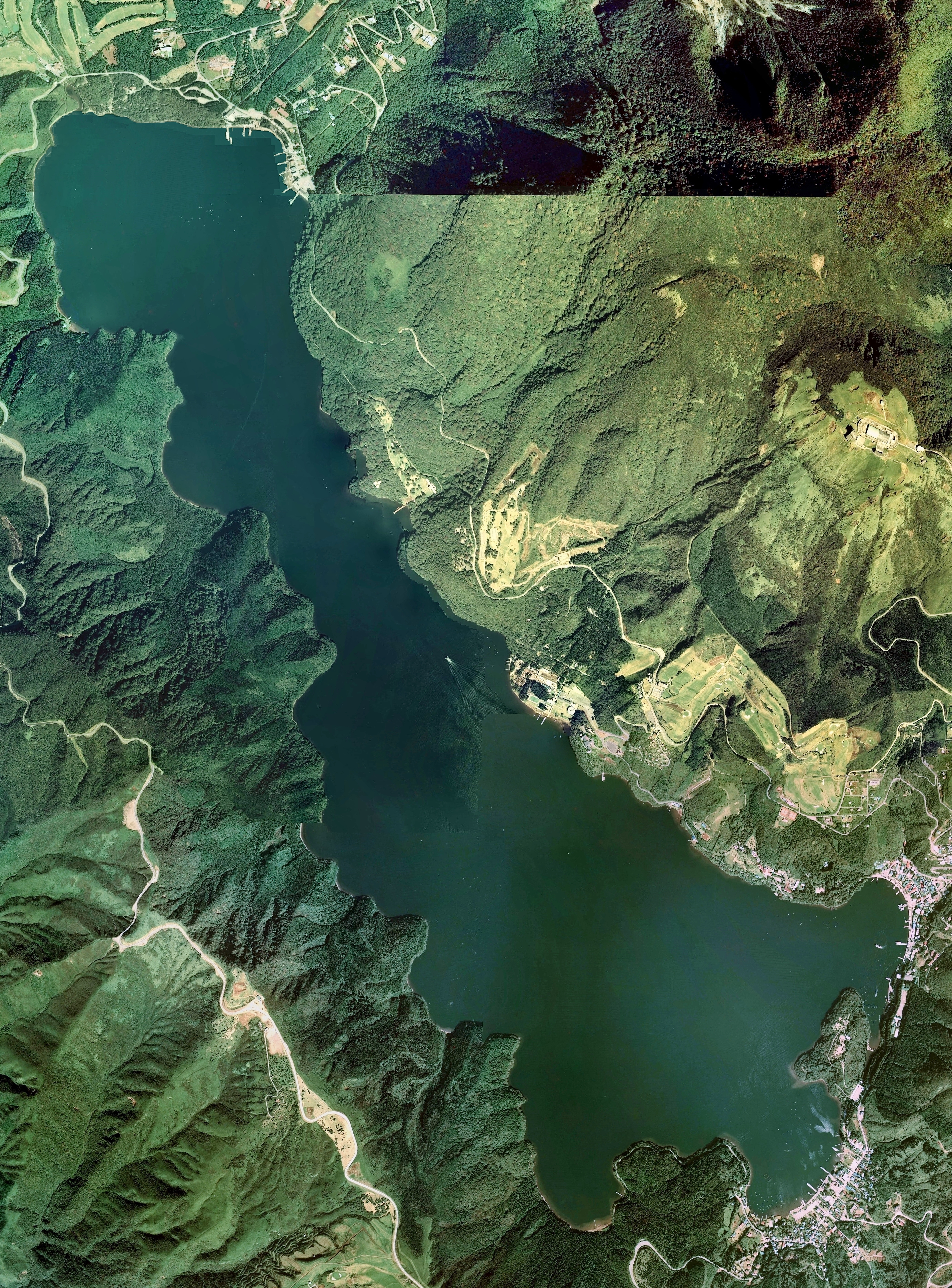
蘆之湖空拍圖。
。

蘆之湖（日语：／ Ashi no ko）是位於日本神奈川縣足柄下郡箱根町，箱根山的火山湖。大約形成於三千年前，是神奈川縣內面積最大的湖泊。蘆之湖是一個非常知名的觀光地，也是遠望富士山的名所。蘆之湖上有游船提供觀光客乘船游覽。

## 概要
位於神奈川縣西南部，是該縣第一大湖，屬二級河川早川水系。
水源大部分是來自湖底的湧水。北部（箱根町仙石原）有水路可注入早川，但除了緊急情況外不向早川注水。
湖畔有眾多觀光景點與度假設施，也是眺望富士山的熱門地點。近年做為每年一月舉行的箱根驛傳的折返點，知名度不斷上升。
湖上有小田急電鐵系列的箱根觀光船與伊豆箱根鐵道（西武集團）的蘆之湖遊覧船航行。湖岸有桃源台港、箱根町港、元箱根港（箱根觀光船）、湖尻港、箱根園港、箱根關所跡港、元箱根港（蘆之湖遊覧船）等停靠港。
此外，蘆之湖也是一個垂釣的好去處，湖中主要的魚類包含了虹鱒與大口黑鱸等外來種。
因歷史背景，蘆之湖的水利權不屬於神奈川縣，而是由裾野市、長泉町、清水町、御殿場市組成的靜岡縣蘆湖水利組合管理。也因此，神奈川縣無法利用湖水。但在缺水或水位過高時等緊急時刻，蘆之湖可向神奈川縣排水（緊急放水）。神奈川縣擁有土木工程許認可權，因此水門、水管設施等維護管理由神奈川縣負責。另外，湖岸聚落的箱根、元箱根、湖尻（與仙石原）的污水都會透過仙石原淨水中心處理淨化後再排入早川，水質管理也是由神奈川縣負責。
蘆之湖西岸有步道可供民眾健行，並有數個地點可通往真田濱等蘆之湖岸。

## 歷史
蘆之湖原先是箱根火山破火山口內的中央火口丘之一。作為成層火山的神山在約3000年前的大噴發造成山崩，其土石堵塞了破火山口內的早川而形成蘆之湖。
天平寶字元年（757年），萬卷創建箱根神社後，傳聞制伏了蘆之湖的九頭龍，並建立現在的九頭龍神社本宮。
江戶時代，駿河國駿東郡深良村（現裾野市）名主大庭源之丞為了灌漑水源而計畫開鑿蘆之湖貫穿箱根山外輪山（湖尻峠下）的隧道。在取得蘆之湖水利權擁有者箱根權現社的許可，以及江戶商人友野與右衛門的資金協助下，1670年（寛文10年）完成供水道「深良用水」。深良用水之後被農林水產省選為疏水百選之一。
江戶時代的箱根與深良都是小田原藩領地，但在廢藩置縣後被分為神奈川縣（足柄縣）與靜岡縣，也造成之後兩縣的水利權爭論。最後由靜岡縣取得水利權。
1911年，之後隸屬於西武旗下的蘆之湖遊覧船開始航行。
1925年，赤星鐵馬在此流放黑鱸，是日本最早的黑鱸流放紀錄。
1950年，箱根觀光船開始航行。箱根觀光船以其海盜船風外型的遊覧船聞名，暱稱箱根海盜船。
2019年10月，強烈颱風哈吉貝（台風19號）造成蘆之湖港口與觀光設施重創。

## 生物
湖中生物有虹鱒、鱒魚、姬鱒、大口黑鱸、歐洲鯉、鯽魚、珠星三塊魚、平頜鱲、西太公鱼、山女鱒、紅點鮭等。

## 鄉土料理
用大口黑鱸製作的天丼是當地知名的鄉土料理。

## 圖片

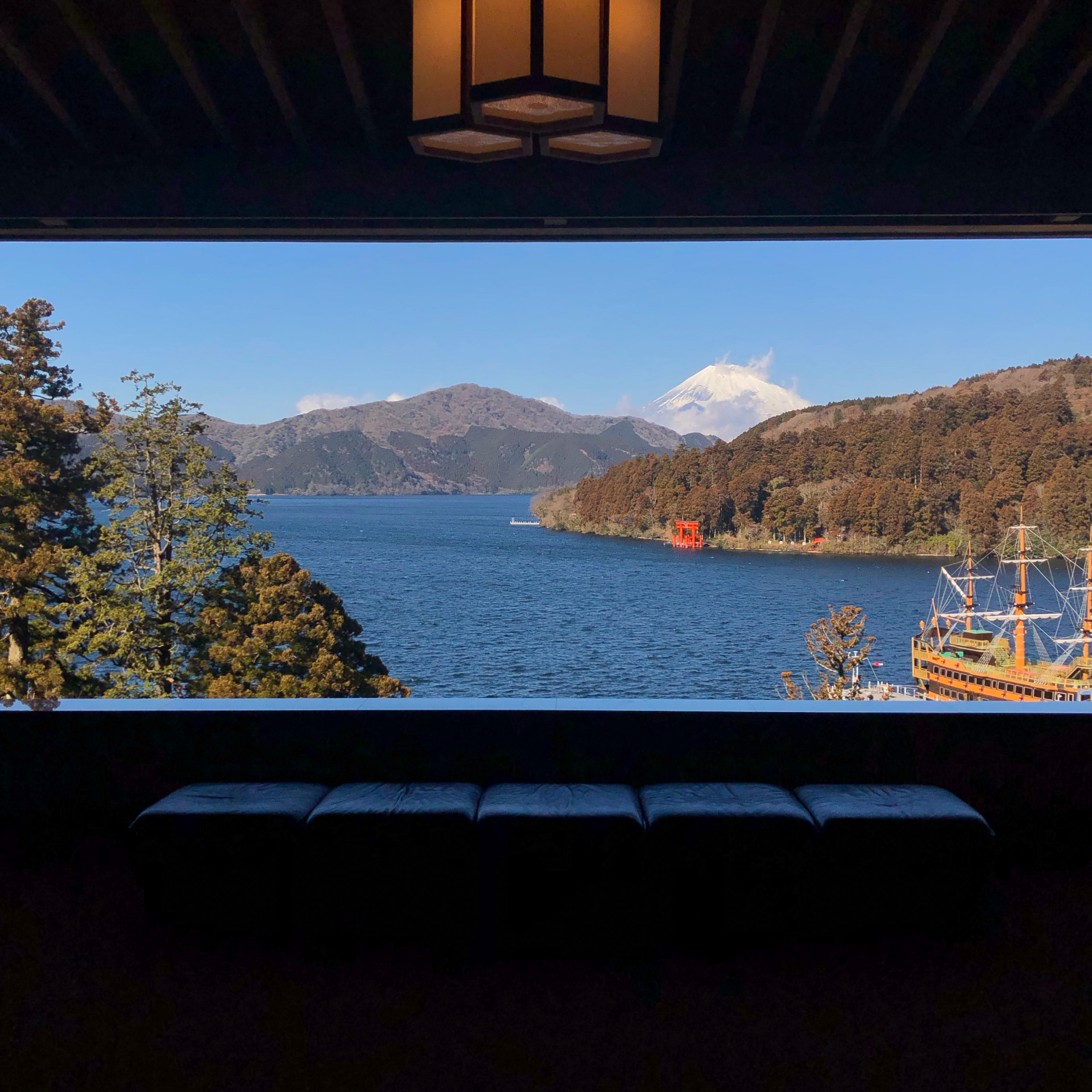
從成川美術館眺望蘆之湖-富士山方向
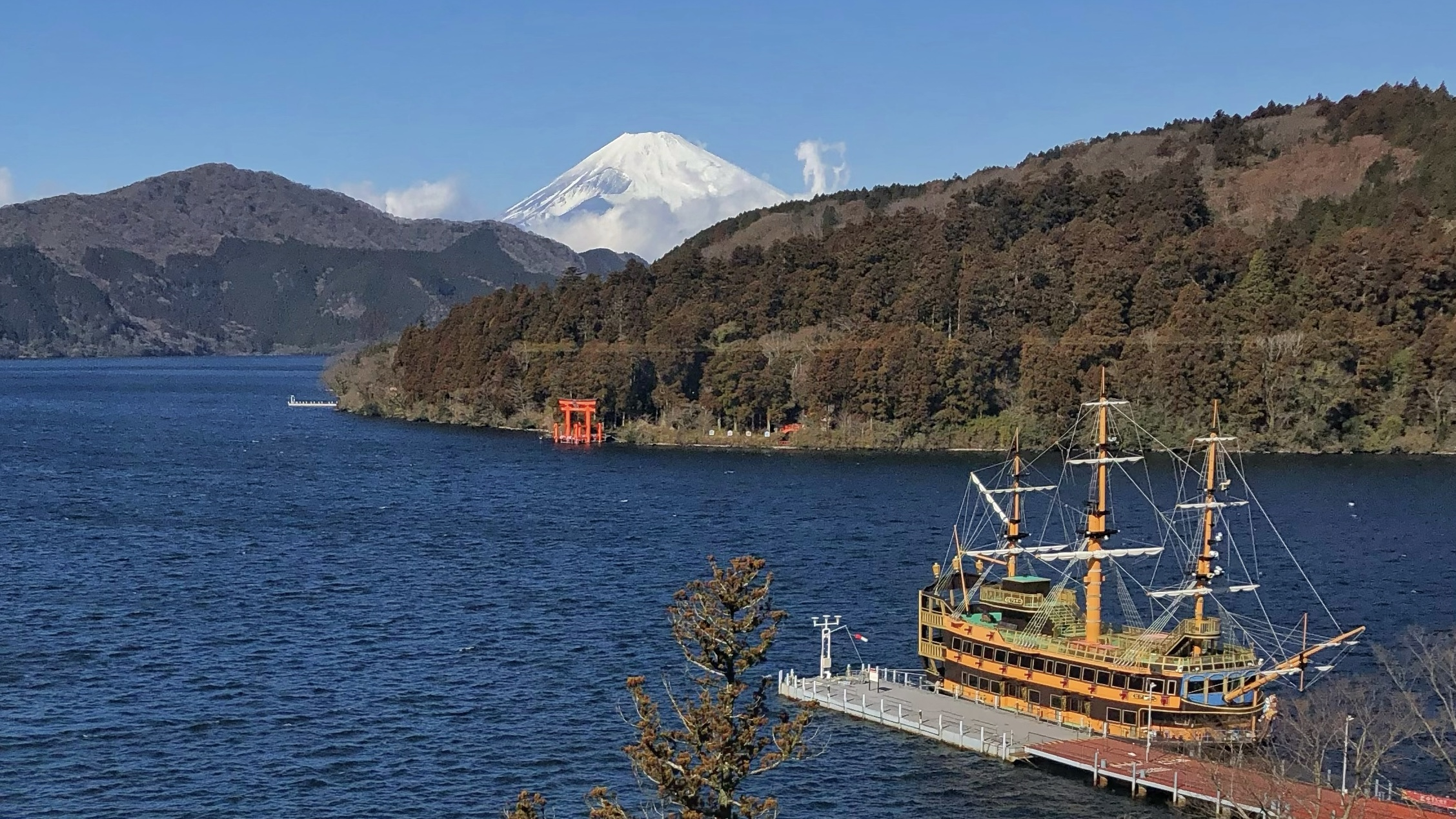
蘆之湖岸眺望富士山
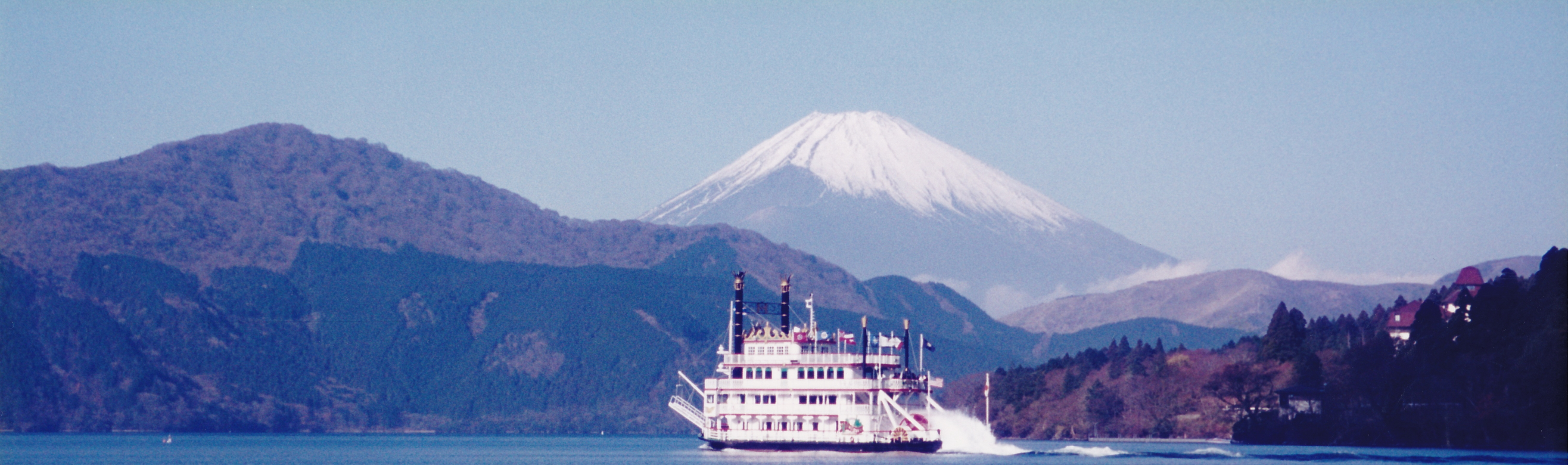
富士山與箱根蘆之湖遊覧船（1999年12月）
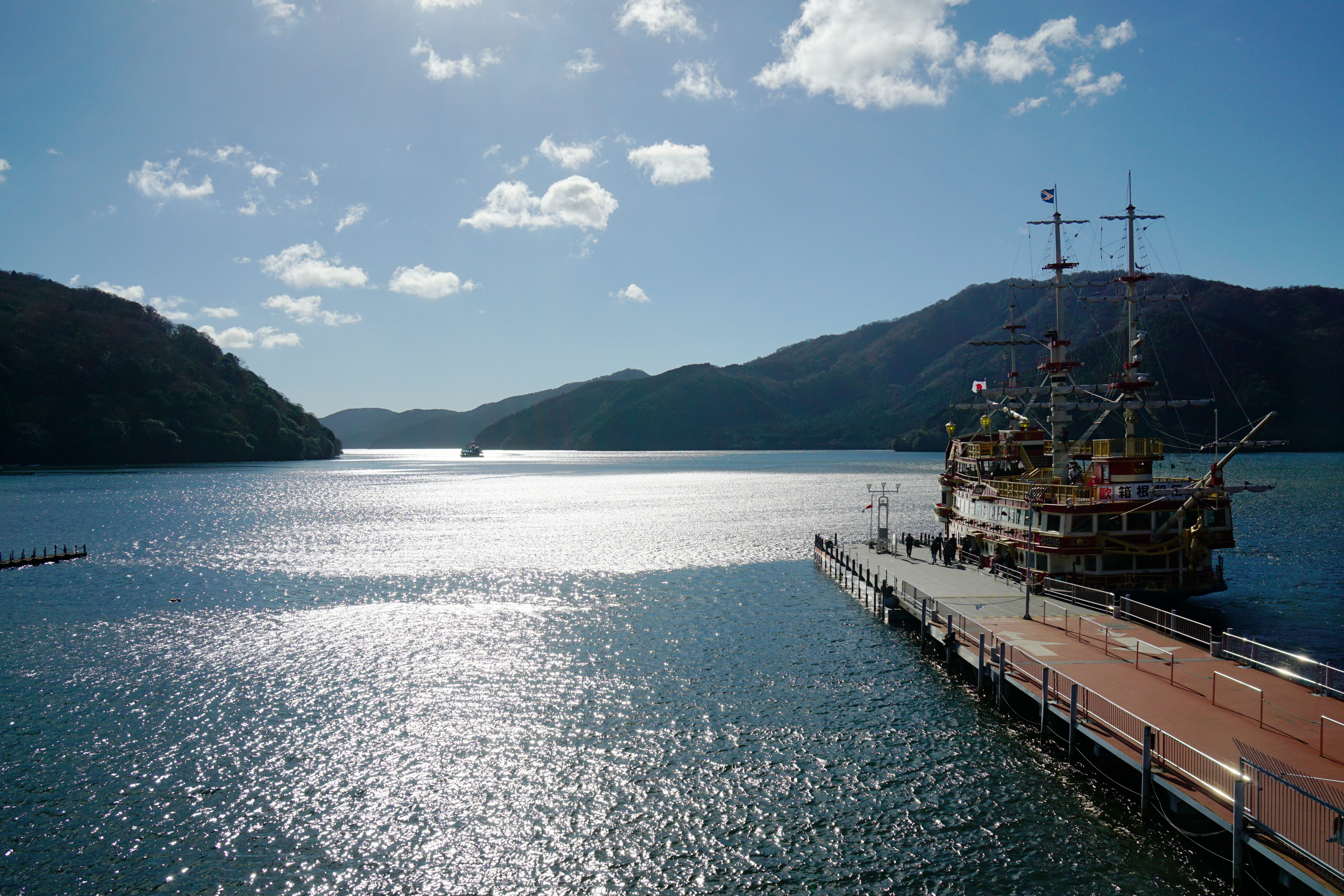
從桃源台港眺望
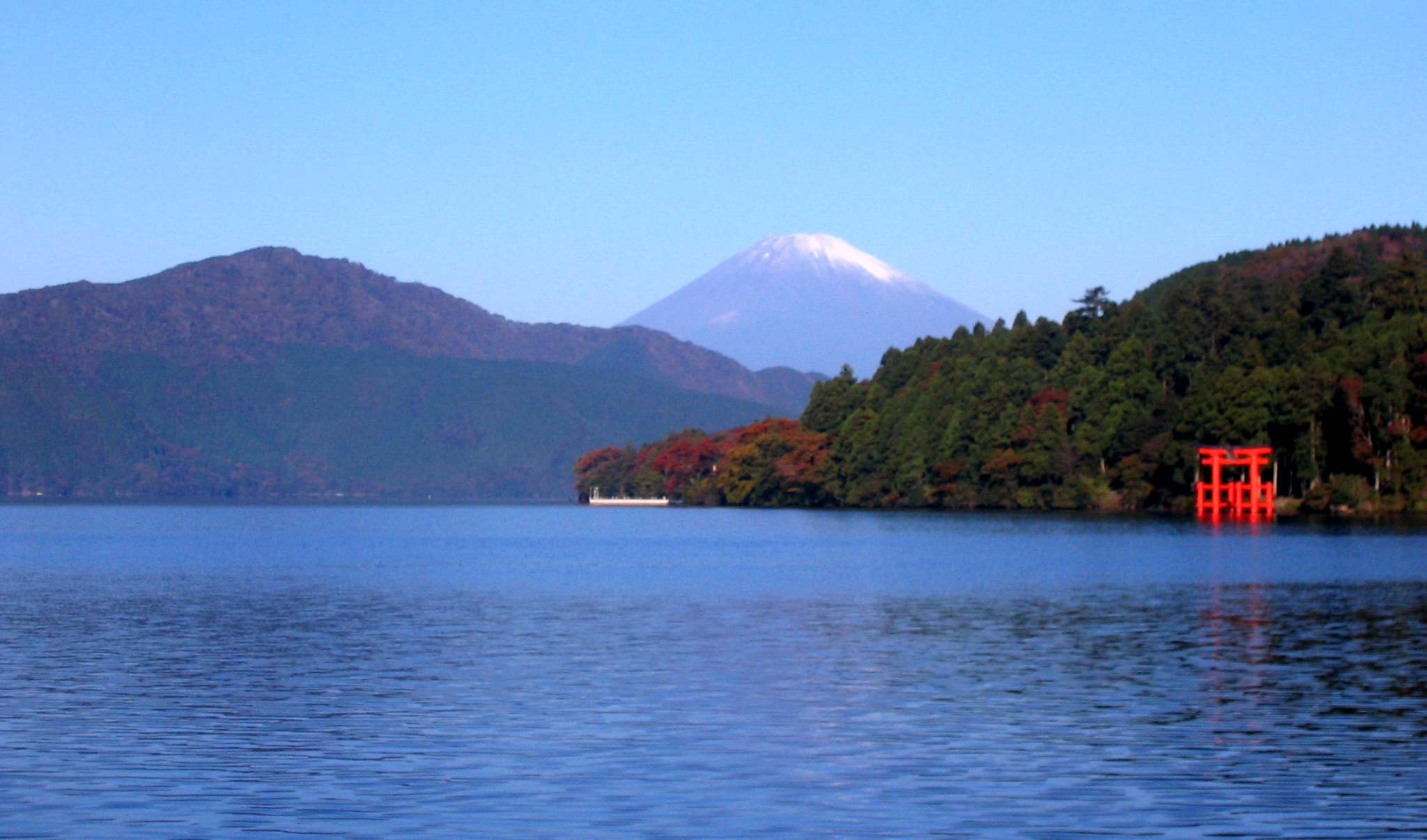
從元箱根眺望。右後方是富士山
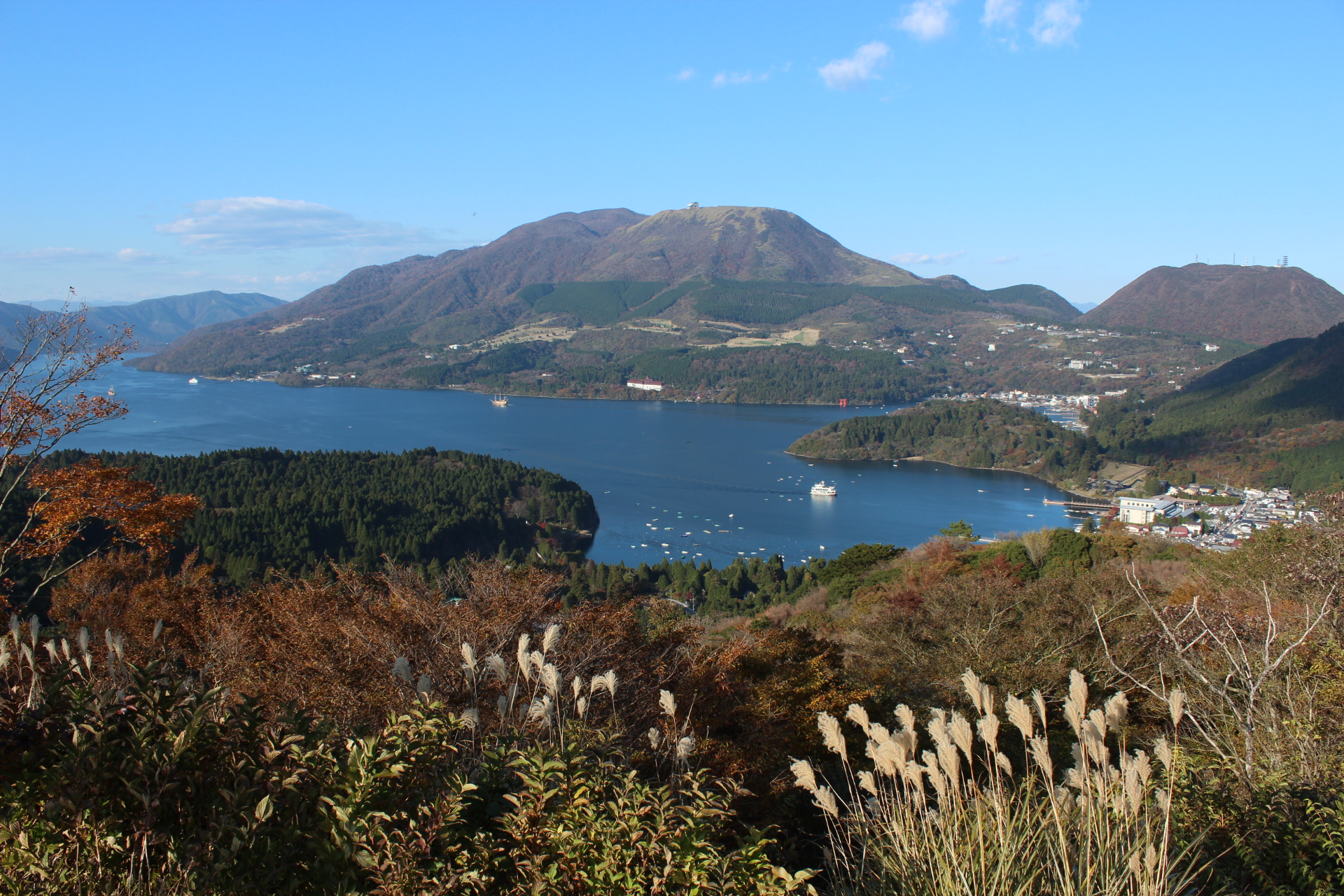
從南部眺望
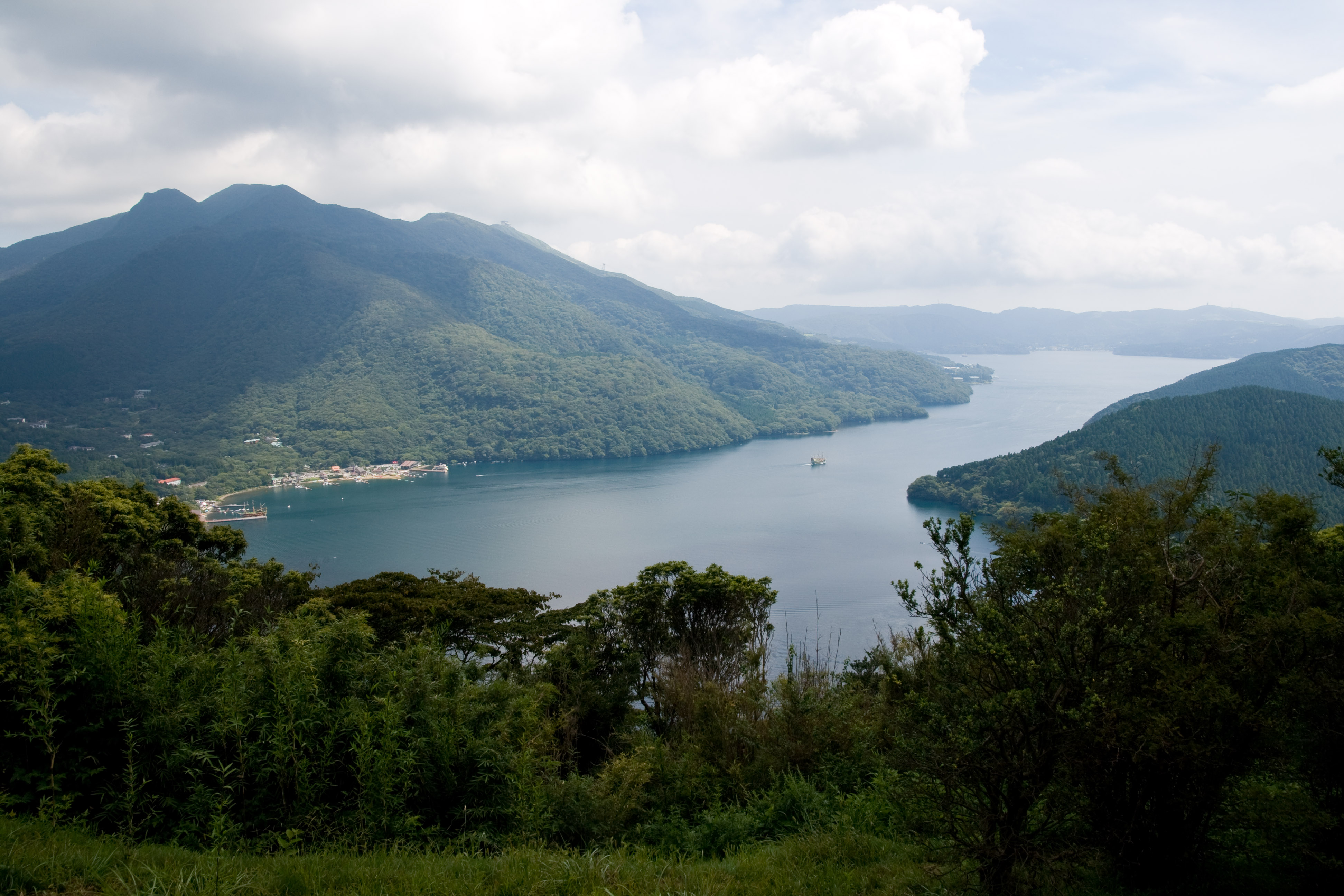
從北部眺望
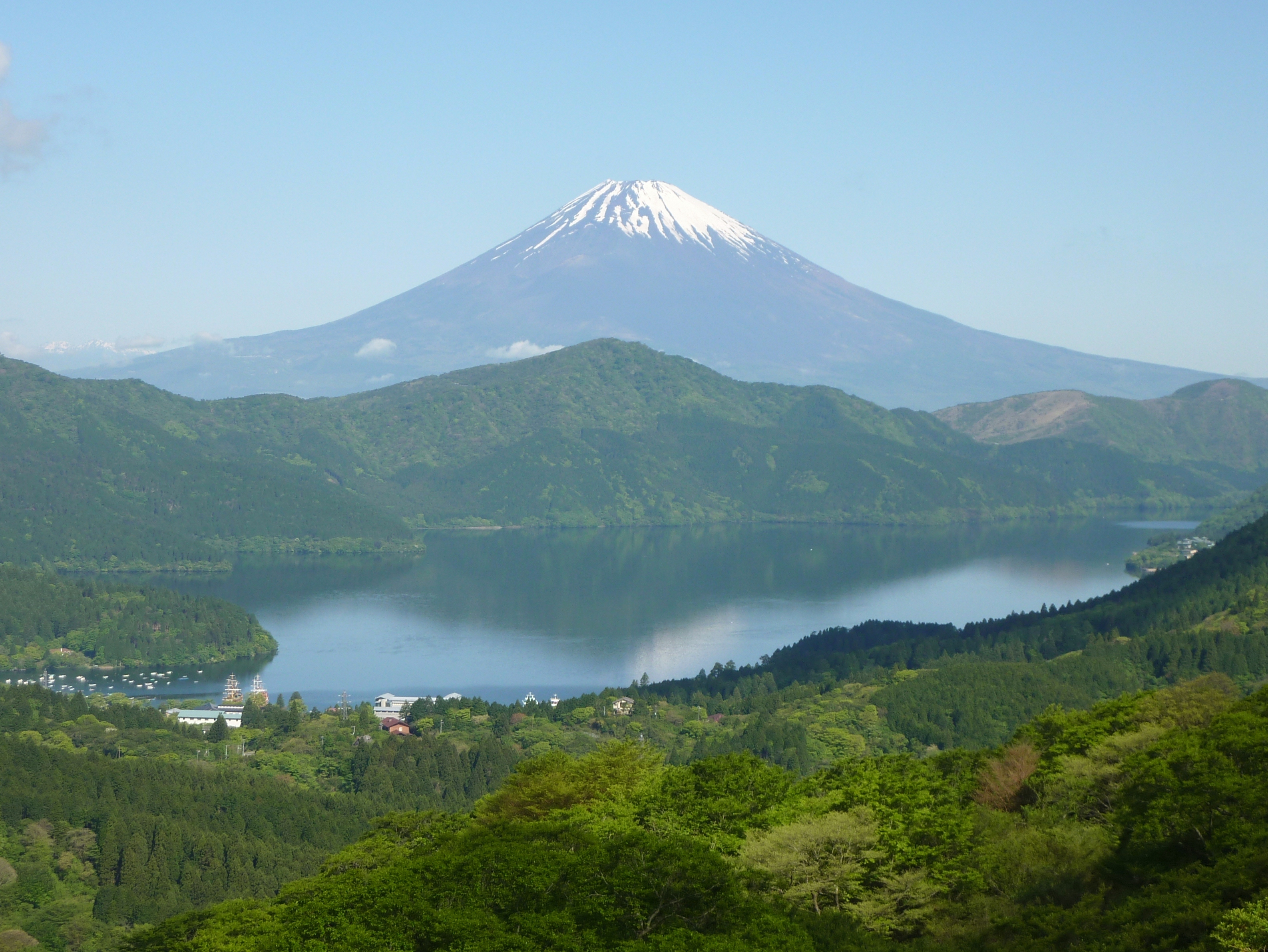
從大観山眺望富士山與蘆之湖
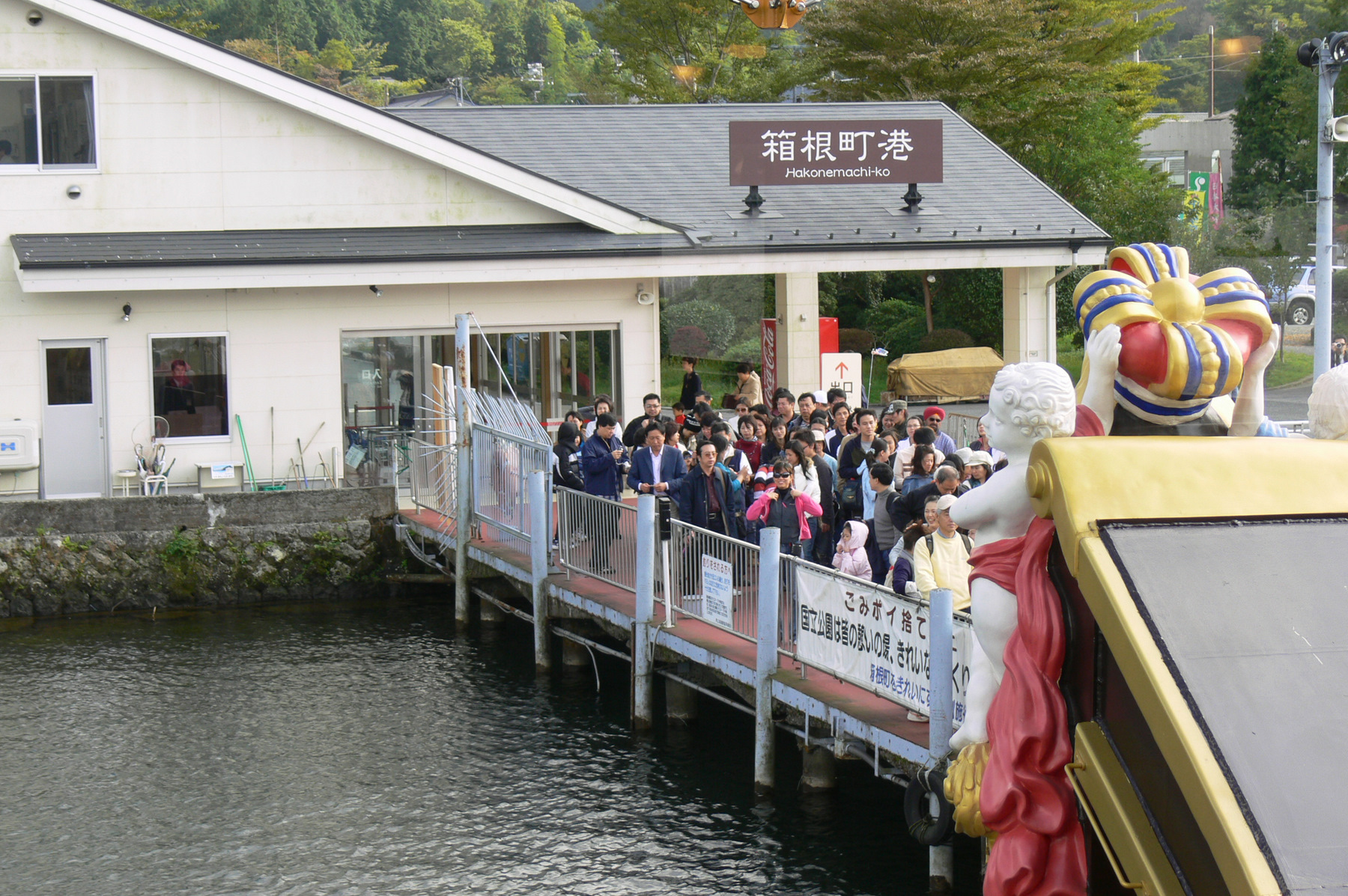
箱根町港
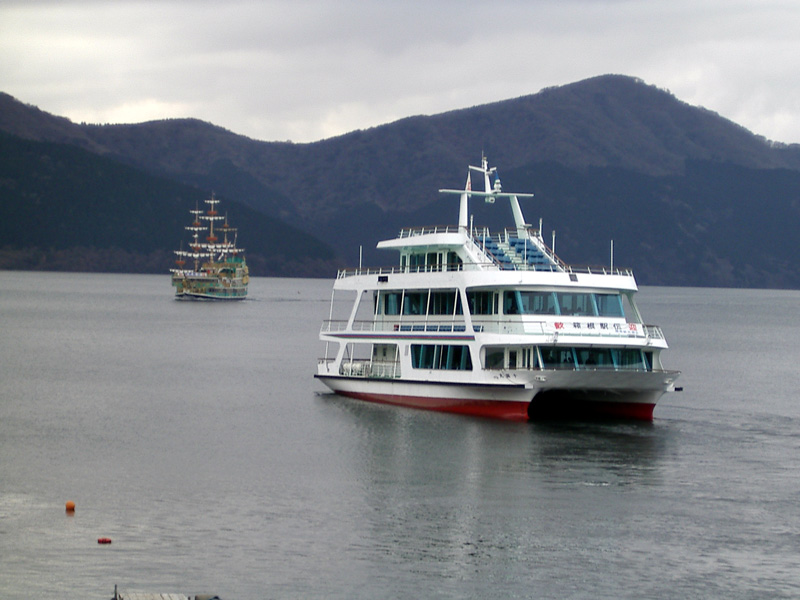
蘆之湖遊覧船（前）、箱根觀光船（後）
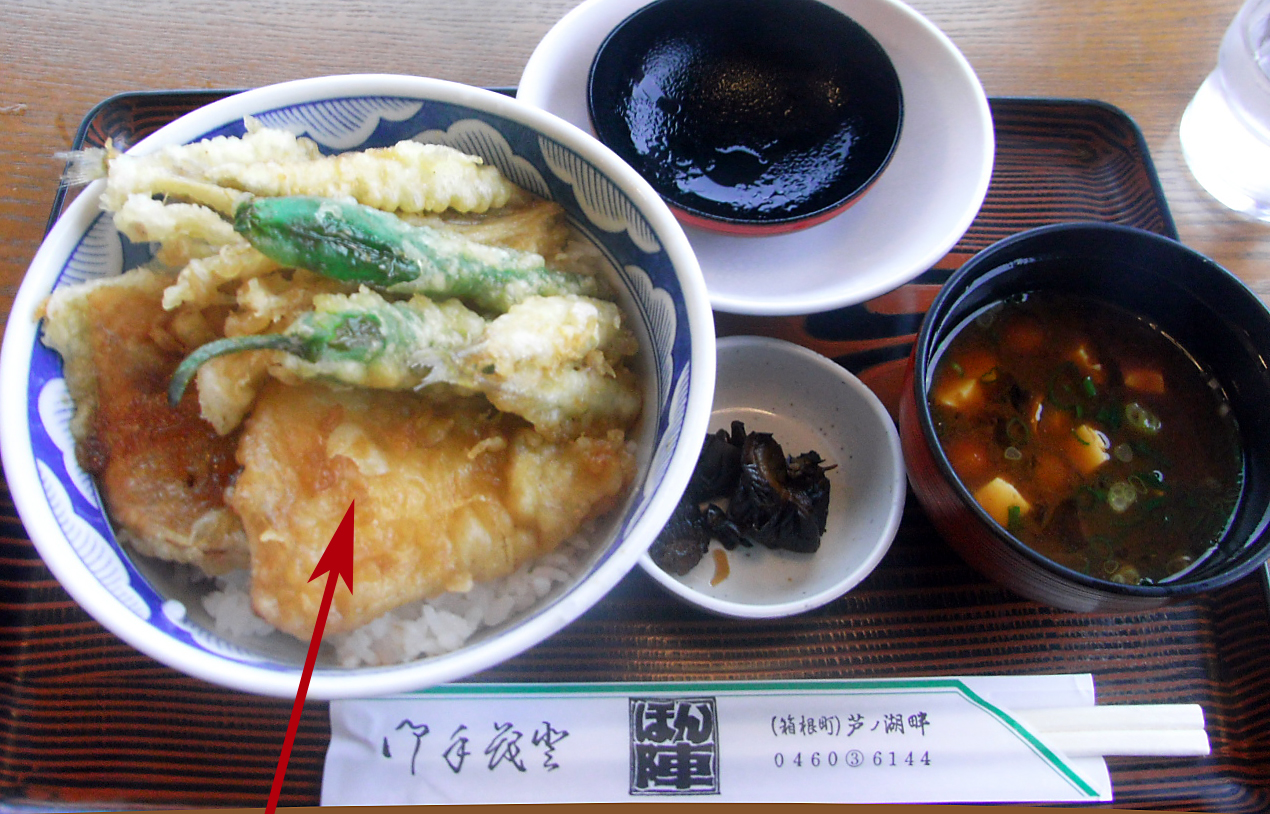
使用大口黑鱸天婦羅（箭頭）的蘆之湖丼

## 相關
- 新世紀福音戰士 - 作品的主要舞台「第三新東京市」位於其北方的仙石原高原上。
- 哥吉拉vs碧奧蘭蒂 - 畢奧蘭蒂第一形態：花獸，如樹木一般的矗立在蘆之湖中。並且與哥吉拉戰鬥。

## 外部連結
- 蘆之湖 （页面存档备份，存于） - 箱根地質公園
- OpenStreetMap上有關蘆之湖的地理